# Cheirolophus tagananensis
Espèce
Statut de conservation UICN

 VU  : Vulnérable
Cheirolophus tagananensis est une espèce de plantes à fleurs de la famille des Asteraceae, endémique des Îles Canaries. Vulnérable, cette espèce est sauvegardée au Conservatoire botanique national de Brest.

## Galerie photos

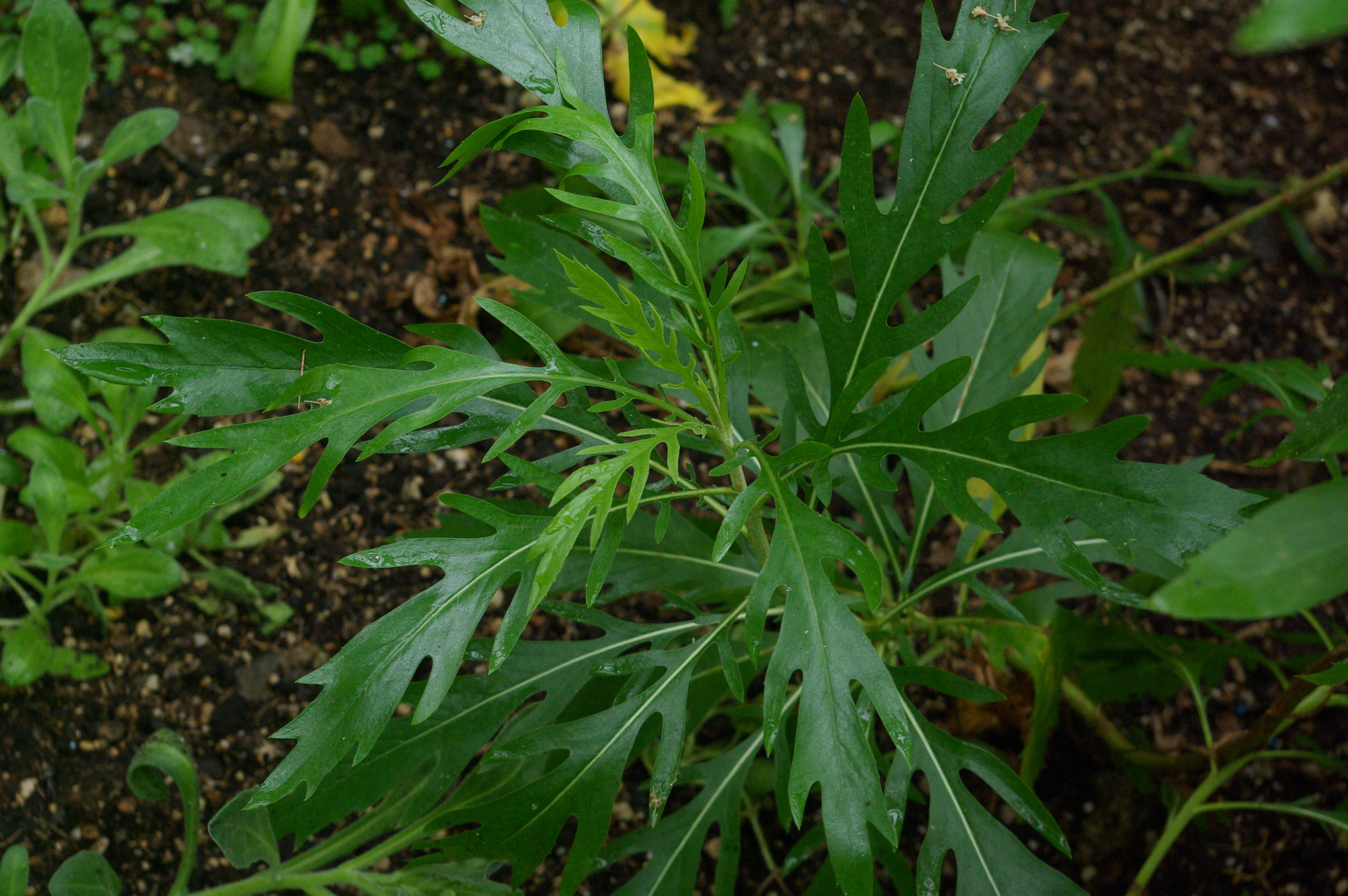
Plant de Cheirolophus sous serre.
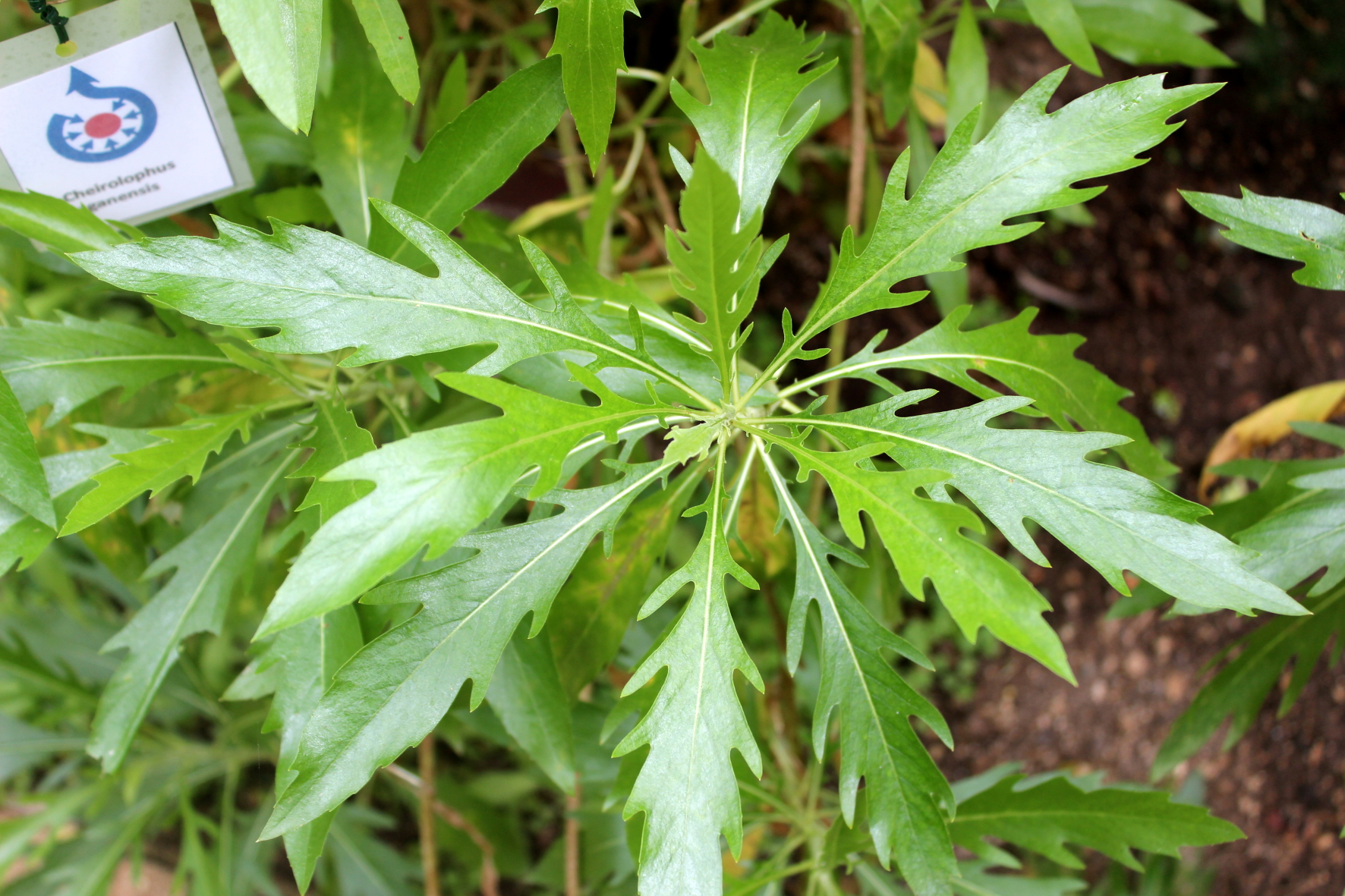
Feuilles.
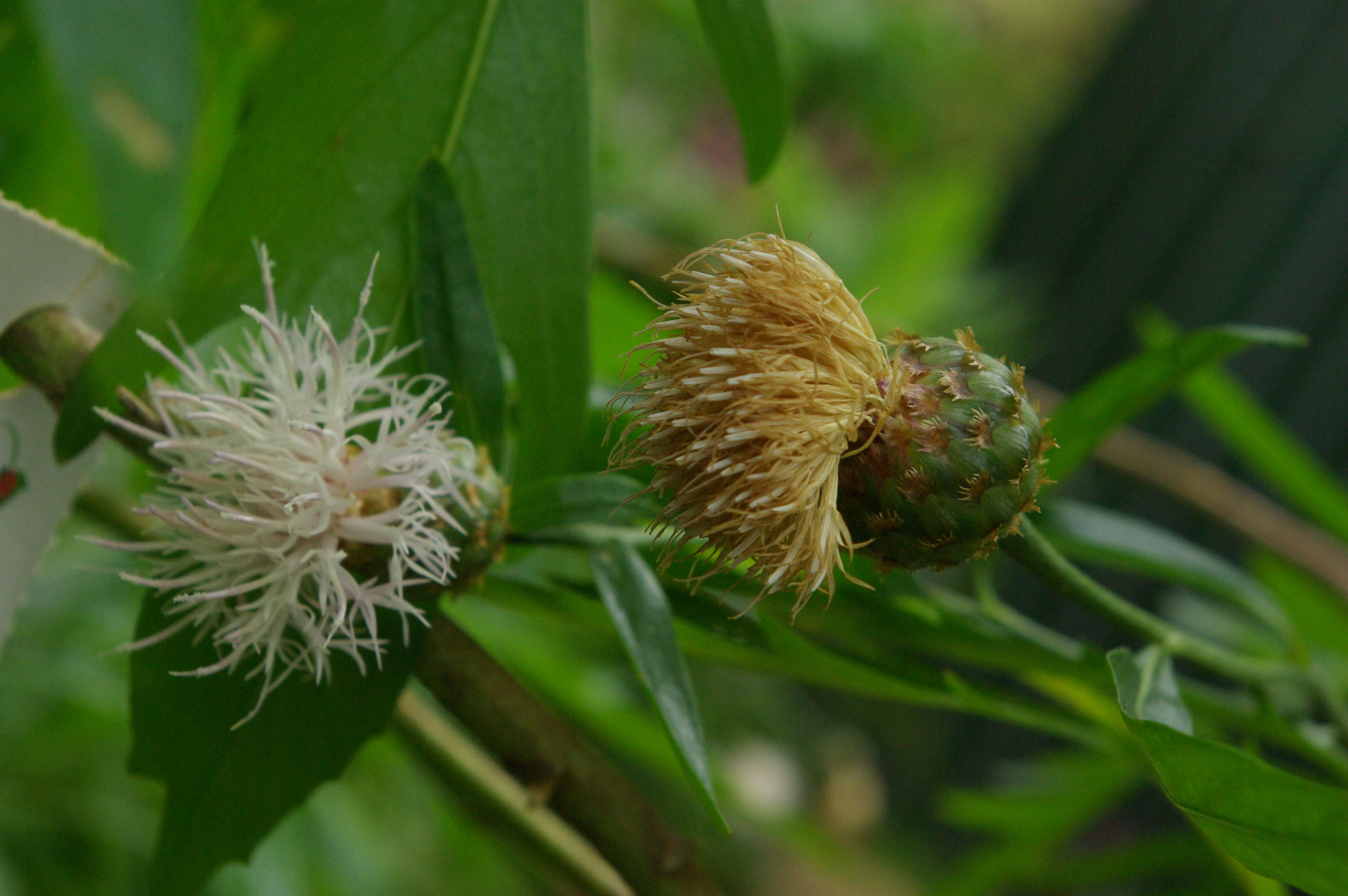
Fleurs.

## Description

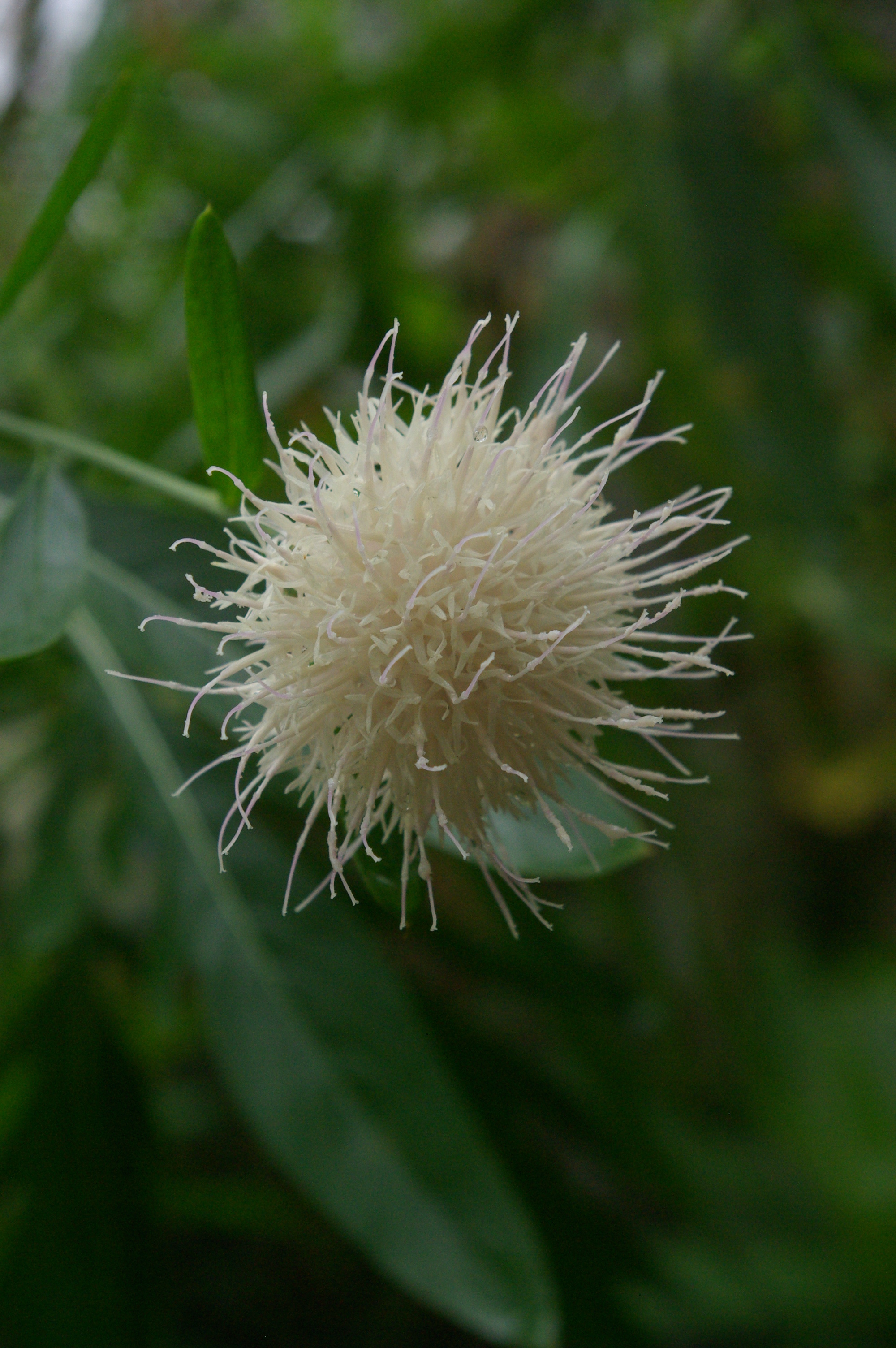
Inflorescence de Cheirolophus taganensis.